# Reinach (Adelsgeschlecht)

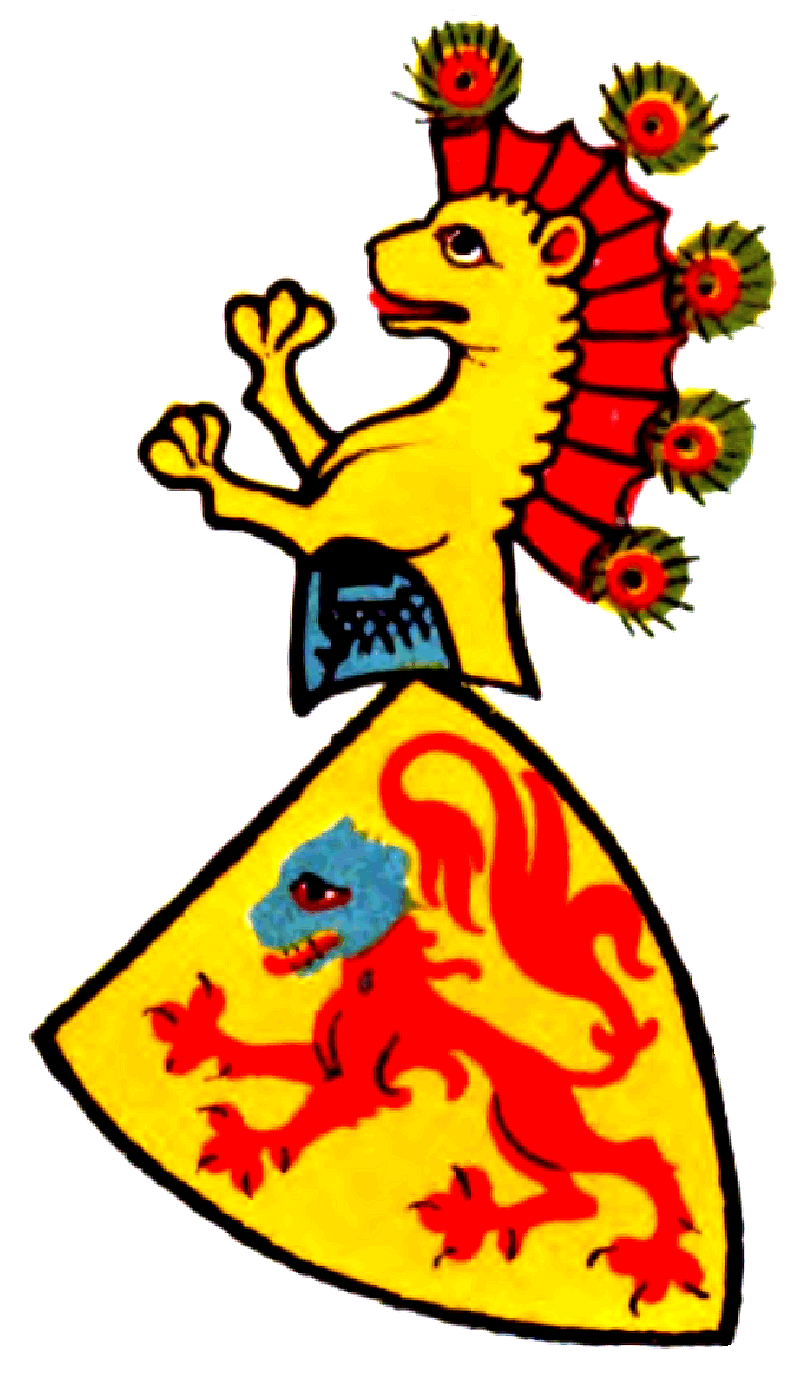
Stammwappen derer von Reinach in der Zürcher Wappenrolle

Die Herren von Reinach sind ein erstmals 1210 im Aargau nachgewiesenes Ministerialengeschlecht, das den Grafen von Lenzburg, den Grafen von Kyburg, den Habsburgern und schließlich auch den Bourbonen diente. Im 18. Jahrhundert erlangten einige Mitglieder des weitverzweigten Hauses über geistliche Fürstentümer den Rang von Reichsfürsten.

## Herkunft
Die Herren von Reinach nannten sich nach ihrer Stammburg Untere Rinach in Burg bei Reinach im heutigen Kanton Aargau. Eine Basis für die Ausbreitung bildeten zudem ihre Burgen Obere Rinach (auch Neuere Rinach, im luzernischen Herlisberg) und Hintere Rinach im ebenfalls luzernischen Rickenbach. Das Geschlecht ist mit Arnold und Hesso de Rinacho seit 1210 urkundlich nachgewiesen. Es besaß wohl auch Allodialgüter und die Entwicklung zum Ministerialengeschlecht ergab sich später.
Der Ritter Henman von Rinach, Herzoglich österreichischer Rat und Statthalter der Landvogtei Elsaß, übersiedelte 1402 in den Sundgau. Als Ministerialen im Dienste der Habsburger im vorderösterreichischen Elsass schuf sich das Geschlecht dort im 15. Jahrhundert eine neue Machtbasis und verkaufte bis 1545 alle seine Besitzungen und Rechte in der Schweiz.

## Die elsässischen Linien derer von Reinach
- Freiherren von Reinach zu Fuchsmänningen (Foussemagne) – begründet durch Hans Heinrich von Reinach (1589–1645)
- Freiherren von Reinach zu Wörth (Werth) – begründet durch Franz Anton Beat von Reinach
- Freiherren von Reinach zu Munzingen – begründet durch Hans Beat von Reinach
- Freiherren von Reinach zu Hirzbach (Hirtzbach) – begründet durch Melchior von Reinach
- Freiherren von Reinach zu Münsterol (Montreux) – begründet durch Ludwig von Reinach
- Freiherren von Reinach zu Heidweiler (Heidwiller) – begründet durch Hans Berthold von Reinach
- Freiherren von Reinach zu Obersteinbrunn (Steinbrunn-le-Haut) – begründet durch Jakob von Reinach

Daneben gab es noch weitere Seitenlinien. Im 21. Jahrhundert bestehen noch die Linien Hirtzbach und Wörth. 1557–1742 gab es auch noch eine Linie im Breisgau. Güter besaßen sie auch um das Schlössle Schmitzingen.

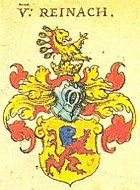
Wappen der Herren von Reinach – nach Siebmacher

## Standeserhöhungen

### Die Erhebung in den Freiherrenstand
1635 wurden Hans Heinrich von Reinach und seine Brüder von Kaiser Ferdinand in den Reichsfreiherrenstand erhoben.
Auch der französische König Ludwig XV. bestätigte 1773 den Freiherrenstand für alle Mitglieder der Familie an.

### Die Erhebung in den französischen Grafenstand
Der französische König Ludwig XV. erhob 1718 Franz Joseph Ignaz von Reinach-Fuchsmänningen unter dem Namen Comte de Grandvelle-Foussemagne in den französischen Grafenstand.

### Familienmitglieder im Reichsfürstenstand
Obwohl das Geschlecht nicht zum Hochadel gehörte, gelangten einige Angehörige über geistliche Fürstentümer auf die geistliche Fürstenbank im Reichstag.
- Johann Konrad von Reinach-Hirtzbach (* 1657; † 1737); war 1705–1737 Fürstbischof von Basel
- Johann Baptist von Reinach-Hirtzbach (* 1669; † 1734); war 1724–1734 Koadjutor des Fürstbischofs von Basel
- Jakob Sigismund von Reinach-Steinbrunn (* 1683; † 1743); war 1737–1743 Fürstbischof von Basel
- Josef Benedikt von Reinach-Foussemagne (* 1710; † 1796); war 1777–1796 Grossprior des deutschen Malteserordens

## Weitere Namensträger
- Hesso von Reinach (1234–1275/76), aargauischer Adeliger und Minnesänger
- Franz Konrad von Reinach († 1724), Ritter des Deutschen Ordens
- Gérard de Reinach-Montreux († 1596),[5] Ritter, Seigneur de Saint-Bellemont (Saint-Baslemont), Montquintin (bei Rouvroy), Montreux et Saint-Hippolyte, 1576 spanischer Obrist zu Ross und zu Fuß in den Niederlanden, Frankreich und Lothringen, erster Kapitän (Gardelieutenant) der 1581 errichteten, 40 Mann starken Schweizer Garde des Herzogs Karls III. von Lothringen, im Truchsessischen Krieg Führer des spanischen Söldnerregiments „Saint-Bellemont“, das 1588 plündernd entlang der Mosel zum Rhein zog, Bailli des Bellistums der Vogesen in Mirecourt, Gouverneur von Blâmont, Deneuvre und Longwy, Grabmal in Saint-Baslemont
- Hans Heinrich IX. von Reinach (1589–1645), kaiserlicher Feldzeugmeister, Kommandant der Festung Breisach und Gouverneur von Regensburg
- Kunigunde, 1537 Äbtissin der Abtei Andlau.[6]
- Hesso-Antoine de Reinach (1819–1894), Abgeordneter, Bürgermeister von Hirtzbach
- Sigismund Karl Maria von Reinach (1869–1947), Abgeordneter, 1908–1935 Bürgermeister von Hirtzbach